# Dulce María Sauri Riancho
Dulce María Sauri Riancho (Mérida, 14 agosto 1951) è una politica messicana, presidente della Camera dei deputati dal 2020 al 2021. È stata inoltre governatrice ad interim dello Yucatán dal 1991 al 1993, presidente del Partito Rivoluzionario Istituzionale dal 1999 al 2002 e segretaria generale del medesimo partito nel 1999.

## Biografia
Nata a Mérida il 14 agosto 1951, si laurea in sociologia all'Università Iberoamericana di Città del Messico. Consegue poi un master ed un dottorato in storia entrambi presso il Centro de Investigaciones y Estudios Superiores en Antropología Social. Di questo centro diventerà nel 2017 direttrice della sede situata a Mérida.

### Carriera politica
Entra in politica nel 1981 all'interno del Partito Rivoluzionario Istituzionale. Viene eletta l'anno dopo deputata federale in rappresentanza del quarto distretto elettorale dello Yucatán. Nel 1988 viene invece eletta senatrice, dove rimane in carica tre anni.

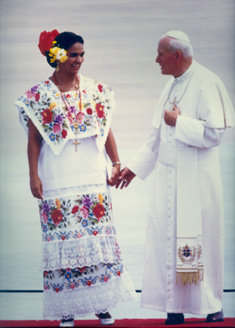
Dulce María Sauri Riancho assieme a Papa Giovanni Paolo II

Nel 1991, a seguito delle dimissioni del governatore Víctor Manzanilla Schaffer, assume la carica ad interim di governatrice dello Yucatán, divenendo la prima donna a ricoprire tale carica. Durante il mandato incontra Papa Giovanni Paolo II in visita ufficiale per la sua terza volta in Messico.
Nel 1999 diviene segretaria generale del PRI, rimanendo in carica però pochi mesi perché eletta alla presidenza del partito. Qui resta fino al 2002 nonostante i risultati non sperati del partito alle elezioni del 2000. Sempre nel 2000 viene eletta nuovamente come senatrice, carica in cui resta fino al 2006. Durante questo ruolo, insieme ad altri parlamentari vota contro la cosiddetta "Ley Televisa" (Legge Televisa) riguardante radio, televisione e telecomunicazioni, da lei ritenuta incostituzionale. Propone quindi la legge alla Corte Suprema di Giustizia della Nazione al fine di farla esaminare.
Nel 2006 diventa una potenziale candidata fra sei politici per le elezioni della guida dello stato. Inizialmente considerata la favorita, viene battuta invece da Ivonne Ortega Pacheco. Successivamente afferma, nonostante la sconfitta, di votare a sostegno di Ivonne.
Dopo alcuni anni viene rieletta deputata per la sessantaquattresima legislatura. Dopo essere stata vicepresidente, nel settembre 2020 viene eletta presidente della Camera dei deputati con 313 voti favorevoli. Rimane fino alla fine della legislatura, ovvero fino a fine agosto 2021.

## Vita privata
È sposata con José Luis Sierra Villarreal, anch'egli sociologo, col quale ha tre figli.